# Четири азијска тигра
Четири азијска тигра или четири азијска змаја је термин који се користи да опише економски и слободнотржишно високо развијене државе — Хонгконг, Сингапур, Јужну Кореју и Тајван. Ове нације и области биле су значајне за одржавање изузетно високе стопе привредног раста (више од 7% годишње) и брзе индустријализације између раних 1960-их (средина 1950-их за Хонгконг) и 1990-их. До 21. века, све четири земље развиле су се у високо приходне економске земље, специјализоване у области конкурентске предности. На пример, Хонгконг и Сингапур постали су светски водећи међународни финансијски центри, док су Јужна Кореја и Тајван светски лидери у производњи информационе технологије. Њихове економске приче о успеху послужиле су као узор за многе земље у развоју, посебно за Економске младунце тигра.

## Демографија
| Држава или територија | Површина km² | Популација | Густина насељености по km² | Популација главног града |
| --------------------- | ------------ | ---------- | -------------------------- | ------------------------ |
| Хонгконг              | 1,104        | 7,234,800  | 6,544                      | 7,234,800                |
| Сингапур              | 718.3        | 5,469,700  | 7,615                      | 5,469,700                |
| Јужна Кореја          | 100,210      | 51,302,044 | 511.945                    | 10,143,645               |
| Република Кина        | 36,193       | 23,373,517 | 644                        | 2,647,122                |

## Економија
| Држава или територија | Номинални БДП у милионима долара (2013) | БДП (ПКМ) у милионима долара (2013) | Номинални БДП по престоници USD (2013) | БДП (ПКМ) по престоници USD (2013) | Трговина у милионима долара (2011) | Извоз у милионима долара (2011) | Увоз у милионима долара (2011) |
| --------------------- | --------------------------------------- | ----------------------------------- | -------------------------------------- | ---------------------------------- | ---------------------------------- | ------------------------------- | ------------------------------ |
| Хонгконг              | 274,027                                 | 382,529                             | 37,955                                 | 52,984                             | 944,800                            | 451,600                         | 493,200                        |
| Сингапур              | 297,941                                 | 425,251                             | 55,182                                 | 78,762                             | 818,800                            | 432,100                         | 386,700                        |
| Јужна Кореја          | 1,304,468                               | 1,696,996                           | 25,975                                 | 33,791                             | 1,084,000                          | 558,800                         | 525,200                        |
| Република Кина        | 489,089                                 | 970,909                             | 20,925                                 | 41,539                             | 623,700                            | 325,100                         | 298,600                        |

## Квалитет живота
| Држава или територија | Показатељ хуманог развоја (2014) | Неједнакост прихода по Џини коефицијенту | Средњи приход домаћинства (2013), USD | Средњи приход по престоници (2013), USD | Глобални индекс благостања (2010), % |
| --------------------- | -------------------------------- | ---------------------------------------- | ------------------------------------- | --------------------------------------- | ------------------------------------ |
| Хонгконг              | 0.891 (15th)                     | 43.4                                     | 35,443                                | 9,705                                   | 19%                                  |
| Сингапур              | 0.901 (9th)                      | 47.8                                     | 32,360                                | 7,345                                   | 19%                                  |
| Јужна Кореја          | 0.891 (15th)                     | 31.1                                     | 40,861                                | 11,350                                  | 28%                                  |
| Република Кина        | 0.882 (2011, 22nd)               | 34.2                                     | 32,762                                | 6,882                                   | 22%                                  |

## Технологија
| Држава или територија | Просечна брзина интернета (2014) | Употреба паметних телефона (2013) |
| --------------------- | -------------------------------- | --------------------------------- |
| Хонгконг              | 13.3 Mbit/s                      | 62.8%                             |
| Сингапур              | 8.4 Mbit/s                       | 71.7%                             |
| Јужна Кореја          | 23.6 Mbit/s                      | 73.0%                             |
| Република Кина        | 8.9 Mbit/s                       | 50.8%                             |

## Политика
| Држава или територија | Индекс демократије (2012) | Индекс слободе медија (2013) | Индекс перцепције корупције (2012) | Тренутни политички статус                                                                                      |
| --------------------- | ------------------------- | ---------------------------- | ---------------------------------- | --- |
| Хонгконг              | 6.42                      | 26.16                        | 77                                 | Специјални административни регион Кине                                                                         |
| Сингапур              | 5.88                      | 43.43                        | 87                                 | Парламентарна република                                                                                        |
| Јужна Кореја          | 8.13                      | 24.48                        | 56                                 | Председничка република                                                                                         |
| Република Кина        | 7.57                      | 23.82                        | 61                                 | Полу-председничка република (Кина тврди да је одметнута провинција која ће бити враћена силом ако је потребно) |

## Организације и групе
| Држава или територија | УН             | WTO            | OECD           | DAC            | APEC           | ADB            | SEACEN         | G20            | EAS            | ASEAN          |
| --------------------- | -------------- | -------------- | -------------- | -------------- | -------------- | -------------- | -------------- | -------------- | -------------- | -------------- |
| Хонгконг              | Red X          | Зелена квачица | Red X          | Red X          | Зелена квачица | Зелена квачица | Red X          | Red X          | Red X          | Red X          |
| Сингапур              | Зелена квачица | Зелена квачица | Red X          | Red X          | Зелена квачица | Зелена квачица | Зелена квачица | Red X          | Зелена квачица | Зелена квачица |
| Јужна Кореја          | Зелена квачица | Зелена квачица | Зелена квачица | Зелена квачица | Зелена квачица | Зелена квачица | Зелена квачица | Зелена квачица | Зелена квачица | (APT)          |
| Република Кина        | Red X          | Зелена квачица | Red X          | Red X          | Зелена квачица | Зелена квачица | Зелена квачица | Red X          | Red X          | Red X          |